# Кшивицкая, Ирена
Ирена Кшивицкая (пол. Irena Krzywicka; в девичестве — Гольдберг (пол. Goldberg); 28 мая 1899, Енисейск, Российская империя — 12 июля 1994, Бюр-сюр-Иветт, Франция) — польская феминистка, писательница, переводчица, борец за права женщин, пропагандировавшая сексуальное образование, контрацепцию и планирование семьи.

## Биография

### Личная жизнь
Ирена Гольдберг родилась в сибирском городе Енисейске, куда из Польши сослали её семью — еврейских интеллигентов левых взглядов, деятелей Польской социалистической партии. Во время ссылки её отец заболел туберкулёзом и умер через три года после возвращения семьи в Польшу. Ирена воспитывалась матерью и отчимом Икутиэлем Портным, одним из главных деятелей еврейской социал-демократической партии «Бунд», в духе терпимости и рационализма.
В 1922 году девушка окончила факультет полонистики Варшавского университета. В годы своей учёбы в вузе она опубликовала своё первое эссе под названием «Ветка сирени» (пол. «Kiść bzu»).
В 1923 году Ирена вышла замуж за Ежи Кшивицкого, сына социолога и борца за права женщин Людвика Кшивицкого. Кшивицкие решили вступить в открытый брак, и вскоре после свадьбы Ирена отправилась на Корсику со своим любовником Вальтером Газенклевером, известным немецким поэтом и драматургом. Позднее вернулась к мужу, родила ему двух сыновей, Петра (1927) и Андрея (1937), и вообще считала свой брак вполне успешным.

### Феминистическая деятельность
В 20-е годы XX века Ирена Кшивицка начала борьбу за эмансипацию женщин, право на сексуальное образование, полигамию и гомосексуальные отношения, добивалась легализации абортов. Она стала автором нескольких романов, а также перевела на польский ряд произведений Герберта Уэллса, Макса Фриша, Фридриха Дюрренматта. Одним из наиболее интересных литературных и политических документов в истории польского феминизма можно считать её роман «Сумерки мужской цивилизации» (пол. Zmierzchu  cywilizacji męskiej).